# Acantilados de Entrecasteaux
Los acantilados de Entrecasteaux (del francés: Falaises d'Entrecasteaux) reciben su nombre en honor del navegante francés Bruni d'Entrecasteaux, y se trata de una serie de acantilados, que alcanzan alturas de más de 700 m, a lo largo de la costa oeste de la isla de Ámsterdam, un pequeño territorio francés en el océano Índico meridional parte de las Tierras Australes y Antárticas Francesas.
En costa occidental de la isla, incluyendo los acantilados, se ha identificado un área de 360 hectáreas por su importancia para las aves (IBA por su siglas en inglés) por la organización BirdLife International, ya que es el hogar de una de las mayores colonias de albatros de pico amarillo en el mundo.